# Franz Xaver Eggert
Franz Xaver Eggert (* 11. November 1802 in Höchstädt an der Donau; † 14. Oktober 1876 in München) war ein deutscher Glasmaler.

## Leben
Der Sohn des Sattlermeisters Leonhard Eggert (1777–1818) und der Maria Anna, geborene Englmayer (1783–1875) aus Höchstädt absolvierte zunächst eine Lehre als Dekorationsmaler bei Martin Hölzl in Augsburg und besuchte ab 1824 die Kunstakademie in München. 1829 wurde er bei der königlichen Schmelzmalereianstalt angestellt, bei der er bis 1851 arbeitete. Franz Xaver Eggert machte sich selbständig in einer Zeit als eine große Nachfrage nach Glasmalereien vorhanden war. Mitarbeiter seiner Werkstatt in München waren August Hövemeyer und die Porzellan- bzw. Glasmaler Karl Biller, Georg Fortner und Anton Sonner sowie seit Ende der 1850er Jahre auch sein Sohn Sigmund Eggert. Er arbeitete mit Max Ainmiller und Josef Kirchmair zusammen, gelegentlich auch mit Caspar (Gaspard) Gsell in Paris sowie Heinrich Hess und Heinrich Burkhardt in München. Seine Werkstatt lieferte Bleiglasfenster bis nach England; 1854 zeigte sie drei Kirchenfenster auf der Münchener Industrieausstellung, 1855 Porzellanmalereien auf der Weltausstellung in Paris.
In seiner Geburtsstadt Höchstädt an der Donau ist eine Straße nach ihm benannt.

## Kirchenfenster (Auswahl)

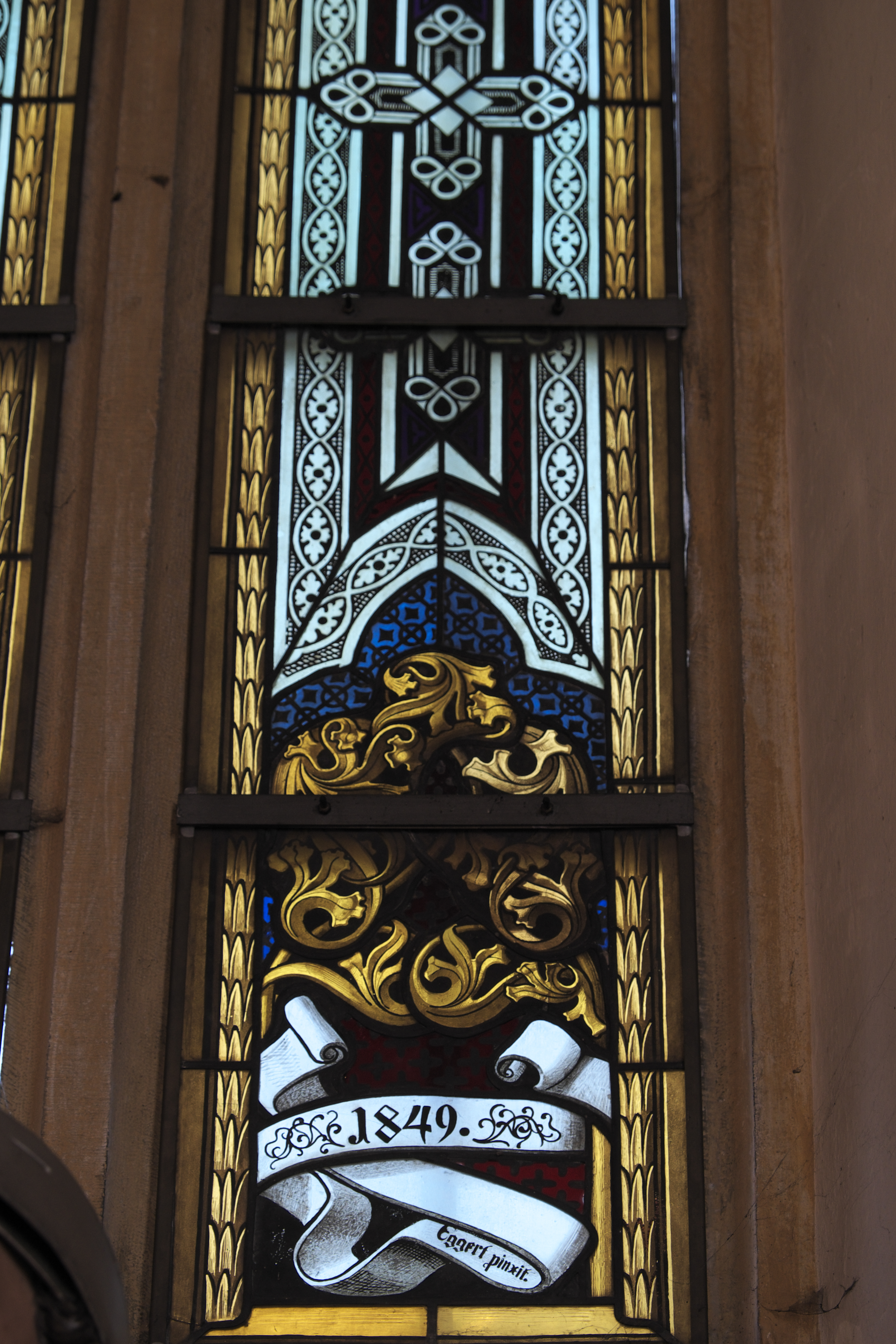
Glasfenster in der Friedhofskirche St. Salvator in Höchstädt an der Donau

- Mariahilfkirche in München-Au, um 1840
- Regensburger Dom
- Kölner Dom
- Friedhofskirche St. Salvator in Höchstädt an der Donau, 1845/1849 (1945 zerstört; Reste der Fenster im Heimatmuseum Höchstädt)
- Salvator-Kirche (Christ Church) in Kilndown, Grafschaft Kent, um 1850
- Basler Münster, 1856/57
- Konstanz, St. Stephan und Nikolaus: Chorfenster: Hl. Dreifaltigkeit / Christus in der Mandorla, 1863
- Burgdorf, Kanton Bern, Schweiz, 1868 (in den 1950er Jahren entfernt)
- Stiftskirche in Baden-Baden

- Evangelische Stadtkirche in Offenburg, Baden, mittlere Chorfenster Die Kreuzigung, "Geburt" und "Auferstehung", 1863